# Thomas (Oregon)
Thomas az Amerikai Egyesült Államok északnyugati részén, Oregon állam Linn megyéjében elhelyezkedő kísértetváros.
Nevét a Thomas-patakról kapta. Postahivatala 1898 és 1920 között működött.
Egykor itt volt az Oregon Pacific Railroad egy megállója.

## Fordítás
- Ez a szócikk részben vagy egészben  a   Thomas, Oregon című angol Wikipédia-szócikk ezen változatának fordításán alapul.  Az eredeti cikk szerkesztőit annak laptörténete sorolja fel. Ez a jelzés csupán a megfogalmazás eredetét és a szerzői jogokat jelzi, nem szolgál a cikkben szereplő információk forrásmegjelöléseként.